# Franz Fugger von Kirchberg
Franz Raymund Graf von Fugger zu Kirchberg und Weißenhorn (* 2. August 1843 in Kirchberg an der Iller; † 12. September 1901 ebenda) war Gutsbesitzer und Mitglied der bayerischen Kammer der Reichsräte.

## Leben
Fugger von Kirchberg war Mitglied der gräflichen Familie Fugger von Kirchberg. 
Er gehörte von 1867 bis zu seinem Tode 1901 als erblicher Reichsrat der ersten Kammer des bayerischen Landtags an.
Er war Ehrenmitglied der katholischen Studentenverbindungen KDStV Teutonia Freiburg im Uechtland und AV Guestfalia Tübingen im CV.